# Provinciale weg 280
De provinciale weg 280 is een door de provincie Limburg beheerde weg tussen Weert en de Duitse grens nabij Roermond.
Een gedeelte van deze weg, aan weerszijden van de brug over het Lateraalkanaal Linne-Buggenum, is oorspronkelijk aangelegd als autosnelweg A68. Na overdracht aan de provincie heeft dit stuk nog enkele jaren A280 geheten, maar werd uiteindelijk een autoweg.
Het resterende stukje Rijksweg 68 tussen Roermond en Asenray (de Elmpterweg) is eind 2007 opgeheven door de aanleg van een nieuwe 2×2 weg naar Duitsland. Het gedeelte tussen de aansluiting Laatweg/Maalbroek is nu een doodlopende weg, voorzien van vrijliggende fietspaden en loopt dood tegen de A73. De andere kant op, richting Duitse grens, loopt de voormalige Rijksweg 68 parallel aan de N280 en is omgebouwd tot een 60km-weg met versmallingen en drempels. De vrijliggende fietspaden zijn hier verwijderd. Bij de Duitse grens is de originele weg herkenbaar en gaat over in de A52. Het gedeelte van de Elmpterweg tussen de A73 en de Sint Wirosingel is onherkenbaar veranderd in een smal doodlopend weggetje. Het voormalige grote kruispunt Elmpterweg/ Sint Wirosingel is vervangen door een rotonde.

## N280 bij Roermond

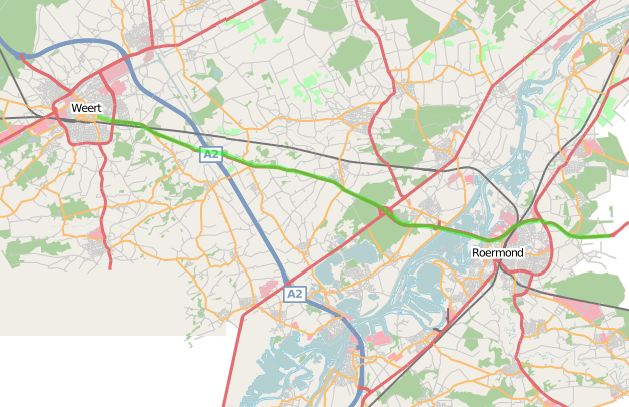
Detailkaart traject

Eind 2007 is de N280-oost, het gedeelte tussen Roermond en de Duitse grens opengesteld voor het verkeer en loopt de N280 naadloos over in de Duitse A52. Hiermee is een groot knelpunt ten oosten van Roermond aangepakt. De A52 tussen de grens en de aansluiting Elmpt is op 18 mei 2009 volledig opengesteld voor verkeer. Tot aan Baexem is de N280 nu een autoweg met twee rijstroken per rijrichting. Ten noorden van Roermond, tussen de binnenstad en het Designer Outlet Centre, ligt nog een stuk weg dat wordt geregeld met verkeerslichten. Om ook hier een betere doorstroming te garanderen heeft de gemeente Roermond een plan opgesteld voor de aanpak van dit stuk weg. Zoals het er nu naar uitziet komt er ter hoogte van het kruispunt bij het Outlet Centre een korte tunnel. De N280 gaat hier onder het lokale wegennet door. Ter hoogte van de Rattentoren, nabij de Louis Raemaekersbrug, zal het kruispunt anders worden ingedeeld. Lokaal verkeer zal de N280 niet zomaar meer kunnen bereiken en zal moeten omrijden. Hierdoor kan het verkeer op de N280 veilig en snel doorrijden.
Verder zal de Louis Raemaekersbrug bij Roermond mogelijk worden verbreed. Hierdoor kan een extra rijstrook worden aangelegd voor langzaam verkeer en is er plaats voor een middengeleider, waardoor een betere scheiding tussen beide rijrichtingen ontstaat.

## N280 bij Weert
Het stuk van de N280 tussen de ringweg van Weert en de A2 (afslag 40, Kelpen-Oler) doet dienst als de oostelijke ontsluitingsweg van Weert naar de A2 en het oosten en zuiden van de provincie Limburg. Er bestaan vooralsnog geen plannen om dit weggedeelte uit te breiden naar 2 × 2 rijstroken.
Wel zal de weg aangepast worden om de doorstroming en veiligheid te verbeteren. Deze plannen omvatten onder meer de aanleg van een parallelweg, de aanleg van rotondes of turborotondes op de plek van gevaarlijke kruispunten, en het ongelijkvloers aanleggen van de overweg nabij Weert.

## Rijstrookconfiguratie
| Van            | Naar                | Rijstroken |
| -------------- | ------------------- | ---------- |
| Weert          | Begin Baexem        | 2×1        |
| Baexem         | Begin Roermond      | 2×2        |
| Begin Roermond | Eind Roermond       | 2×3        |
| Eind Roermond  | Grens met Duitsland | 2×2        |

## Trivia
De aansluiting van de N280 op de A2 bij Kelpen-Oler is van het type hondenbot. Het was het eerste in zijn soort in Nederland. In deze variant ligt het verbindingsstuk over de snelweg A2. De reeds bestaande viaducten worden door de aanleg van het hondenbot aan de buitenzijden voor een groot deel niet meer gebruikt.